# Jagodnoje
Jagodnoje (ryska: Ягодное) är en ort i Magadan oblast i Ryssland. Orten ligger vid floden Debin, en biflod till Kolymafloden, 340 kilometer sydost om Magadan. Folkmängden är lite mindre än 4 000 invånare

## Historia
Jagodnoje grundades 1934 i samband med de guldfyndigheter som upptäcktes i området och byggandet av Kolymavägen. Namnet härrör från det ryska ordet för bär, jagoda ryska: ягода.